# Svartsjön (Risinge socken, Östergötland, 651081-150316)
Svartsjön är en sjö i Finspångs kommun i Östergötland och ingår i Motala ströms huvudavrinningsområde.